# Adolf Schullerus
Adolf Schullerus (Fogaras, 1864. március 7. – Nagyszeben, 1928. január 28.) erdélyi szász nyelvész, néprajzkutató, teológus, politikus és író.

## Élete
Gustav Adolf Schullerus evangélikus lelkész, író és Josephine Friedsmann házasságából született, testvérei Fritz Schullerus tájképfestő és Anna Schuller-Schullerus nyelvjárási költő. Családja nyolcéves korában apja szülőfalujába, Lessesre költözött, ahová apját lelkésznek választották meg. A nagyszebeni evangélikus gimnáziumban érettségizett 1882-ben. A berni, a lipcsei és a budapesti egyetemen germanisztikát és teológiát tanult, többek között Georg Curtius, Rudolf Hildebrand és Szinnyei József tanítványaként. Az ógermán Wallhalla-hitről szóló doktori disszertációját 1886-ban védte meg.
1887-ben a szentágotai elemi és iparostanonc-iskola igazgatójává választották meg. Itt házasodott össze kolléganőjével, Gertrud Stühlerrel. 1889-ben a nagyszebeni evangélikus tanítóképző kinevezte a német és magyar nyelv és irodalom tanárává. A németoktatást szász népismerettel és folklórral bővítette ki. A magyar nyelv tanításához tankönyvet és módszertani útmutatót írt (az előbbit Iosif Popovici románra is lefordította). 1892 és 1927 között szerkesztette a Korrespondenzblatt des Vereins für Siebenbürgische Landeskunde című folyóiratot és 1892–1899-ben a berlini Jahresbericht über Erscheinungen auf dem Gebiet der germanischen Philologie néprajzi rovatát. 1895-től Friedrich Teutsch-csal összeállítója volt a Siebenbürgische Volksfreund kalendáriumának, 1897-től alapító munkatársa a Kirchliche Blätter-nek.
1896-ban tüdőbajban elhunyt első felesége. Másodszorra Hilda Teutsch-csal kötött házasságot. Apja halála után, 1900-tól Nagysink lelkészeként dolgozott, majd 1907-ben Nagyszeben város lelkészévé választották. A háborút követően, püspökhelyettesként főiskolai teológiai tanfolyamot szervezett Nagyszebenben. Teológiai gondolkodását a liberális teológia és a bibliakritika határozta meg.

## Politikai pályafutása
A zöldszász mozgalomnak alapításától egyik vezetője volt. Követelte a szász képviselők kilépését a kormánypártból. 1897-ben körutat tett a bánáti sváb iskolákban. Szorgalmazta a bánáti svábok „nemzeti öntudatra ébresztését” oly módon, hogy a tehetséges sváb fiúkat felkarolva erdélyi középiskolákban oktassák. 1918. október 29-én mint nagyszebeni lelkészt megválasztották a Szász Nemzeti Tanács elnökévé. Az 1919. január 8-i medgyesi gyűlésen a népek önrendelkezésének elve és az 1918-as gyulafehérvári gyűlés határozatai alapján támogatta Erdély Romániához csatolását. 1919 és 1926 között a Német Párt bukaresti szenátora volt. Főként az anyanyelvi oktatás és a felekezeti iskolák érdekében szólalt föl.

## Nyelvészeti munkássága
Johann Wolff 1893-as halála után megbízták a Siebenbürgisch-sächsisches Wörterbuch száz éve gyűlő anyagának rendezésével és a kiadás előkészítésével. Jelentősen megváltoztatta a szótár eredeti célkitűzését. Az új, bővebb koncepció alapján a szótár már nemcsak a tájszavakat, hanem a szász nyelvjárások teljes szókincsét feldolgozta, nemcsak a falusi nyelvjárásokra, hanem a városokban beszélt regionális köznyelvre (Halbmundart) is kiterjedt, és a lexikális anyagot néprajzi–kultúrtörténeti magyarázatokkal is kiegészítette. Schullerus emellett újabb történeti forrásokat kutatott fel és a falvakban élő munkatársakkal kérdőiveket töltetett ki. Az ő tollából valók a szótár bevezetője és az A–C, illetve E betűk.
Harmadmagával egy nyelvészeti tanulmányút keretében beutazta Luxemburgot. Itt megerősödött véleménye, hogy Gustav Kisch elképzelésével ellentétben az erdélyi szász nyelvjárások nem egyetlen őshazából származnak, és az erdélyi és luxemburgi nyelv közötti hasonlóságok sokszor nem genetikus eredetűek. A szász nyelvjárásokat népszerűsítő munkásságához kötődnek nyelvjárásban írott elbeszélései.

## Néprajzi munkássága
A szótárkészítés mellett a tudományos pályáját meghatározó másik nagy vállalkozás egy erdélyi szász néprajzi nagymonográfia volt, amely végül nem készült el. Már 1893-ban néprajzi kérdőívet szerkesztett. Főként folklórral foglalkozott, írt a szász gyermekjátékról, gyermekdalokról, találós versikékről. Szász népdalgyűjteményét  Gottlieb Brandsch adta ki posztumusz.
Népmesekutatásai túlterjednek a szász folklór határain, és egyfelől magukba foglalják az erdélyi román és magyar népmesék vizsgálatát, másrészt kapcsolódnak az ősi germán mondakincs kérdéséhez. Elsősorban a következő kérdések izgatták: A szász népmesekincs mely motívumai származnak a német őshazából, és ezek hogyan fejlődtek Erdélyben? Az erről való tudásunk gazdagíthatja-e a germán folklórról alkotott elképzelésünket? Milyen törvényszerűségei vannak az interetnikus kölcsönzésnek a népmesekincsben? Milyen motívumokat vett át közös külső forrásból az erdélyi szász, román és magyar mesevilág? Beszélhetünk-e sajátságos erdélyi népmesekincsről?
Bevezetést írt E. Sklarek magyar népmesegyűjteményéhez. A szász tájszótáron kívül nemzetközileg legismertebb munkája az Antti Aarne módszere szerint készült román népmese- és anekdotakatalógus.

## Művei
- Zur Kritik des altnordischen Valhollglaubens. Halle, 1886
- Handbuch für den magyarischen Sprachunterricht an Volksschulen mit deutscher Unterrichtssprache. Hermannstadt [Nagyszeben], 1902 (több kiadás)
- Betrachtungen über das vierte und sechste Gebot. Uo., 1904
- Friedrich Schiller. Uo., 1905
- Siebenbürgisch-sächsisches Wörterbuch.
  - I. Berlin – Leipzig, 1908–1926
  - II. Uo., 1911–1926
- Die theologische Fortbildung der Pfarrer. Hermannstadt, 1911
- Priester oder Prophet? Uo., 1912
- Katholisch oder evangelisch. 3. kiad. Uo., 1913
- Die tote Schlacht. Uo., 1916
- Josef Capesius zum frommen Gedächtnis. Uo., 1918
- Drei Senatsreden. Uo., 1926
- Siebenbürgisch-sächsische Volkskunde im Umriss. Uo., 1926
- Verzeichnis der rumänischen Märchen und Märchenvarianten. Helsinki, 1928
- Geschichten vum Tschiripik. Hermannstadt, 1928
- Siebenbürgisches Märchenbuch. Uo., 1930